# Антонина Иванова
Антонина Узун (Иванова) е украински журналист от български произход, която води предавания на български език.

## Биография
Антонина Узун (Иванова) е родена на 17 март 1975 г. в село Каменка (Ташбунар), Одеска област, Украйна. Завършва гимназията в родното си село, след което кандидатства и бива приета в Софийския университет „Св. Климент Охридски“. Завършва Факултета по журналистика и масови комуникации със специалност „Телевизионна журналистика“. Взема решение да се реализира като журналист в родния край - Бесарабия. Няколко години успешно работи в „Роден край“, вестника на българите в Украйна, след което се опитва да намери себе си в други сфери, несвързани с журналистиката. Работи като управител в полиграфическа компания „Сателлит-пресс“. Когато обаче през 2008 г. получава предложение да създаде в Областната телевизия авторско телевизионно предаване, свързано при това с темата на българите в Украйна, старата страст се разгаря отново. Така се ражда предаването на български език „Колорит“. А няколко месеца по-късно Антонина поема щафетата като автор и водеща и на съществуващото от 1990 г. телевизионно предаване „Роден край“. Водеща е и на радиопредаването със същото име, което излиза в същата телерадиокомпания. Член на Съюза на журналистите на Украйна. Лауреат на Първа премия по режисура на 11-ия и 13-ия Международен фестивал на телевизионни филми в Ужгород, Украйна. Пише стихове на български и руски.